# Sierra Blanca (Teksas)
Sierra Blanca je naseljeno mjesto za statističke potrebe u američkoj saveznoj državi Teksas. Prema popisu stanovništva iz 2010. u njemu je živjelo 553 stanovnika.